# Farsa (gènere operístic)
La farsa és un gènere operístic difós entre l'última dècada del segle xviii i les primeres tres del segle xix principalment a Venècia i a Nàpols i en menor mesura en la resta d'Itàlia.
Es tractava normalment d'una òpera de caràcter bufo amb només un acte, de vegades representada juntament amb ballets. Estructuralment és afí al drama jocós en dos actes (del qual presumiblement deriva), amb el qual comparteix per exemple l'estructura dels concertants, però amb recitatius més curts. Destinada a teatres petits d'escassos recursos financers, es caracteritzava per l'absència gairebé total de cors i de l'escàs canvi d'escenes (de vegades l'escena és la mateixa durant tota la representació). A més presentava un ritme veloç, uns personatges "naturals" i una acció moderada. Algunes farses es van veure influïdes per l'estil francès, com la comédie mêlée d'ariettes.
La farsa va començar a desenvolupar-se a principi dels anys 1790 i va arribar al cim del seu èxit entorn de l'any 1800. Va aconseguir la seva màxima fortuna a Venècia, on es van representar sobretot en el Teatro Sant Moisè durant el carnestoltes. En aquesta ciutat en poc més de vint anys es van musicar fins a 106 llibrets, alguns diverses vegades per diversos compositors, del total de 191 produïts en tot Itàlia.
Els principals llibretistes que van contribuir a aquest gènere operístic van ser Giuseppe Maria Foppa i Gaetano Rossi, mentre que entre els compositors sobresurten Giuseppe Farinelli, Pietro Generali, Johann Simon Mayr, Giuseppe Mosca, Gioachino Rossini, Gaetano Donizetti i Vittorio Trento.

## Exemples de farses
- Le finezze d'amore, o sia La farsa non si fa, ma si prova de Gennaro Astarita (1773, Venècia)
- I matrimoni in ballo de Domenico Cimarosa amb llibret de Pasquale Mililotti (1776, Nàpols)
- L'intrigo della lettera de Johann Simon Mayr amb llibret de Giuseppe Maria Foppa (1797, Venècia)
- Le donne cambiate de Marcos Antonio Portugal amb llibret de Giuseppe Maria Foppa (1797, Venècia)
- Che originali! de Johann Simon Mayr amb llibret de Gaetano Rossi (1798, Venècia)
- L'accademia di musica de Johann Simon Mayr amb llibret de Gaetano Rossi (1799, Venècia)
- Teresa e Claudio de Giuseppe Farinelli amb llibret de Gaetano Rossi (1801, Venècia)
- Pamela de Giuseppe Farinelli amb llibret de Gaetano Rossi (1802, Venècia)
- Pamela nubile de Pietro Generali amb llibret de Gaetano Rossi (1804, Venècia)
- L'amor coniugale de Johann Simon Mayr amb llibret de Gaetano Rossi (1805, Pàdua)
- La cambiale di matrimonio de Gioachino Rossini amb llibret de Gaetano Rossi (1810, Venècia)
- I tre mariti de Giuseppe Mosca amb llibret de Gaetano Rossi (1811, Venècia)
- L'inganno felice de Gioachino Rossini amb llibret de Giuseppe Maria Foppa (1812, Venècia)
- La scala di seta de Gioachino Rossini amb llibret de Giuseppe Maria Foppa (1812, Venècia)
- L'occasione fa il ladro de Gioachino Rossini amb llibret de Luigi Prividali (1812, Venècia)
- Il signor Bruschino de Gioachino Rossini amb llibret de Giuseppe Maria Foppa (1813, Venècia)
- Adina de Gioachino Rossini amb llibret de Gherardo Bevilacqua Aldobrandini (1826, Lisboa)
- Le convenienze ed inconvenienze teatrali de Gaetano Donizetti (1827, Nàpols)
- Il campanello de Gaetano Donizetti amb llibret del mateix compositor (1836, Nàpols)